# 加里宁格勒经济地区
加里宁格勒经济地区（俄语：Калининградский экономический район），是俄罗斯的12个经济地区之一，仅有加里宁格勒一州。

## 联邦主体
- 加里宁格勒州